# Benthonellania
Benthonellania is een geslacht van weekdieren uit de klasse van de Gastropoda (slakken).

## Soorten
- Benthonellania acuticostata (Dall, 1889)
- Benthonellania agastachys Bouchet & Warén, 1993
- Benthonellania antepelagica Lozouet, 1990 †
- Benthonellania charope (Melvill & Standen, 1901)
- Benthonellania coronata Absalão & Santos, 2004
- Benthonellania donmoorei Moolenbeek & Faber, 1991
- Benthonellania fayalensis (Watson, 1886)
- Benthonellania gofasi Lozouet, 1990
- Benthonellania listera (Dall, 1927)
- Benthonellania multicostata Absalão & Santos, 2004
- Benthonellania oligostigma Bouchet & Warén, 1993
- Benthonellania praexanthias Lozouet, 1990 †
- Benthonellania pyrrhias (Watson, 1886)
- Benthonellania xanthias (Watson, 1886)